# Jean Joly (résistant)
Pour les articles homonymes, voir Jean Joly et Joly.
Jean Joly, né le 9 août 1920 et mort le 26 mars 2005 à Saint-Denis de la Réunion, est un résistant français d'origine réunionnaise. Membre du mouvement Combat, il est capturé par la Gestapo et déporté au camp de Mauthausen.

## Biographie

### Origines et formation
Jean Joly, fils d'un magistrat, est né le 9 août 1920 à Saint Denis, sur l'île de la Réunion.  Après des études secondaires au lycée Leconte de Lisle, passées avec son ami Teddy Piat, il part en 1938 pour la Métropole par la mer, afin de poursuivre des études de droit à l'École coloniale et à la Faculté de droit à Paris pendant que son ami, lui, part pour Strasbourg pour étudier l'histoire. Mais quelques mois plus tard, la guerre éclate entre la France et l’Allemagne. L’effondrement et la capitulation de la France vont donc le surprendre à 20 ans à Paris. Étant absent de son île natale, il n'est pas mobilisé sous le matricule 2483 qui aurait dû lui être attribué pour une affectation à Diego-Suarez.

### Entrée dans la Résistance
Jean Joly décide de gagner Londres, mais sa tentative échoue. Il se retrouve d'abord à Toulouse où il veut agir : il note les avions qui décollent de l’aéroport sans savoir si le renseignement parvient à Londres.  Il explique sa motivation à des élèves réunionnais en 2001 : « Je ne supportais pas que les femmes françaises soient livrées aux Allemands ». A Marseille ensuite, en compagnie de Pierre Lagourgue, il croise alors la route de son ami d'enfance,Teddy Piat. Celui-ci est bien intégré à la Résistance et c’est grâce à lui que Jean Joly va entrer dans le Mouvement Combat. Comme Teddy Piat, il devient agent de liaison de Jacques Renouvin . qui dirige dans ce mouvement les groupes francs.

### Jean Joly, agent dans la Résistance
Ils commencent alors des opérations de diffusion de tracts, de transport de matériels, de sabotage ferroviaire et de libération de prisonniers (notamment Berty Albrecht), mais également des attentats contre les membres de la Gestapo au cours d'opérations appelées « kermesses ».  Mais en 1943, la Gestapo infiltre le mouvement auquel ils appartiennent. De nombreux membres du Mouvement Combat  sont arrêtés, dont Jacques Renouvin. C’est en montant un plan pour libérer le prisonnier, que quelques-uns de ses compagnons, dont font partie Jean Joly et Teddy Piat, sont également arrêtés à la suite d’une dénonciation, dans la nuit du 6 au 7 avril 1943.

### Déportation à Mauthausen et fin de la guerre
Ils sont emprisonnés à Fresnes le jour-même et y restent six mois, sans rien avouer à la Gestapo malgré la torture. A l’issue des interrogatoires, Jean Joly et Teddy Piat sont déclarés « NN » (« Nacht und Nebel ») et seront avec Wilfried Enault les seuls Réunionnais déportés de l'histoire de la Seconde Guerre mondiale. Avec 64 autres résistants, ils seront déportés au camp de concentration de Neue Bremm (au sud de Sarrebrück) pendant dix jours, puis au camp n°3 de Mauthausen en Autriche, où ils sont emprisonnés six mois à partir du 17 septembre 1943.
Pour éviter le travail dans la carrière du camp et donc une mort certaine, les deux Réunionnais se font passer pour des « spécialistes ». Jean Joly est envoyé dans le kommando de Schwechat, fournissant le constructeur aéronautique Heinkel, à proximité de Vienne, tandis que Teddy Piat, après un séjour au camp central, ira au kommando de Gusen. Lorsque le camp est détruit par un bombardement allié, Jean Joly est transféré avec les autres déportés à Florisdorf. Tous deux survivront à l'univers concentrationnaire.
Le camp de Mauthausen est libéré par les Américains le 5 mai 1945. Jean Joly, qui fait partie des 4 063 Français libérés du camp, ne pèse alors plus que 37 kg pour 1 mètre 86. Il est évacué par la Croix Rouge, le 17 mai 1945, puis hospitalisé en Allemagne sur l'île de Mainau, située sur le lac de Constance, dans la propriété du comte Bernadotte de Suède qui y accueille les rescapés français des camps. Après une période de convalescence au cours de laquelle il croise l'ambulancière réunionnaise Marguerite Jauzelon, il sera rapatrié le 14 septembre 1945 à Strasbourg.

### Fin de vie
Jean Joly sera le seul déporté réunionnais à revenir vivre sur son île natale, en 1951, où il fera toute sa carrière comme directeur de la compagnie d'assurance La Prudence, à Saint-Denis. Il a été président de l'Association des Français Libres et des Combattants Volontaires de la Résistance, membre du Comité de parrainage du Comité d'aide aux victimes de la répression dans le Sud-est asiatique présidée par Marie-France Stirbois et le député Jean Fontaine (1979).  
Il a également œuvré pour développer la participation des collégiens et lycéens réunionnais au Concours National de la Résistance et de la Déportation.  
Jean Joly meurt à Saint-Denis, le 26 mars 2005, à l'âge de 84 ans.

## Décorations
- Commandeur de la Légion d’honneur en 1999[réf. nécessaire] : il est le premier Réunionnais à recevoir ce grade,
- Commandeur de l’ordre national du Mérite[réf. nécessaire]
- Croix de Guerre avec Palme,
- Médaille de la Résistance,
- Croix du Combattant Volontaire, Croix du Combattant Volontaire de la Résistance,
- Médaille de la déportation pour faits de Résistance,
- Médaille commémorative française de la guerre 1939-1945
- Officier des Palmes Académiques[5].

## Hommages
Il a donné son nom au lycée d’enseignement et technologique Art et Bois à la Rivière Saint-Louis en 2001 et au gymnase du quartier de La Montagne à Saint-Denis.
En 2016, une exposition, réalisée par l'association des professeurs d'histoire et de géographie de La Réunion (APHG), a circulé à La Réunion, retraçant le parcours de Jean Joly et de Teddy Piat. Une plaque commémorative a été apposée au collège Bourbon, anciennement lycée Leconte de Lisle.